# Galatasaray Istanbul/Saison 1963/64
Die Saison 1963/64 von Galatasaray Istanbul war die 56. Saison in der Vereinsgeschichte und die 6. Saison in der türkischen Liga, der 1. Lig. Der Klub beendete die Saison auf dem 3. Platz. Die Türkiye Kupası gewannen die Gelb-Roten zum zweiten Mal und im Europapokal der Landesmeister schieden sie in der 1. Runde aus.

## Personalien

### Kader
| Nat.       | Name               | Geburtsdatum  | im Verein seit | vorheriger Verein   |
| Torhüter   | Torhüter           | Torhüter      | Torhüter       | Torhüter            |
| ---------- | ------------------ | ------------- | -------------- | ------------------- |
| Turkei     | Bülent Gürbüz      | 1. Jan. 1930  | 1960           | Kasımpaşa Istanbul  |
| Turkei     | Turgay Şeren       | 15. Mai 1932  | 1949           | eigene Jugend       |
| Abwehr     |                    |               |                |                     |
| Turkei     | Candemir Berkman   | 25. Dez. 1934 | 1957           | eigene Jugend       |
| Turkei     | Ahmet Karlıklı     | 1. Jan. 1930  | 1957           | Adalet SK           |
| Turkei     | Doğan Sel          | 1. Dez. 1936  | 1963           | Fatih Karagümrük SK |
| Mittelfeld |                    |               |                |                     |
| Turkei     | Bahri Altıntabak   | 1. Jan. 1939  | 1960           | Göztepe Izmir       |
| Turkei     | Erol Boralı        | 1. Jan. 1943  | 1961           | Unbekannt           |
| Turkei     | Ergun Ercins       | 1. Jan. 1935  | 1954           | Eskişehir Şekerspor |
| Turkei     | Talat Özkarslı     | 21. Sep. 1940 | 1961           | Göztepe Izmir       |
| Turkei     | Mustafa Yürür      | 26. Juni 1938 | 1959           | Beykozspor          |
| Angriff    |                    |               |                |                     |
| Turkei     | Nuri Asan          | 6. Aug. 1931  | 1962           | Unbekannt           |
| Turkei     | Kadri Aytaç        | 6. Aug. 1931  | 1962           | Fenerbahçe Istanbul |
| Turkei     | Ahmet Berman       | 30. Nov. 1931 | 1959           | Beşiktaş Istanbul   |
| Turkei     | Ayhan Elmastaşoğlu | 23. Aug. 1941 | 1960           | Altay Izmir         |
| Turkei     | Erdoğan Gökçen     | 1. Jan. 1934  | 1962           | Beşiktaş Istanbul   |
| Turkei     | Yılmaz Gökdel      | 20. Feb. 1940 | 1963           | Beykozspor          |
| Turkei     | Erol Gürmen        | nicht bekannt | 1963           | Unbekannt           |
| Turkei     | Ergin Gürses       | 24. Feb. 1942 | 1963           | Trabzon İdmanocağı  |
| Turkei     | Uğur Köken         | 28. Nov. 1937 | 1959           | eigene Jugend       |
| Turkei     | Tarık Kutver       | 1. Jan. 1940  | 1962           | Fatih Karagümrük SK |
| Turkei     | Metin Oktay        | 2. Feb. 1936  | 1962           | Palermo             |
| Turkei     | Benan Öney         | 1. Jan. 1940  | 1963           | Beylerbeyi SK       |
| Turkei     | İbrahim Ünal       | 1. Jan. 1935  | 1962           | Vefa Istanbul       |

#### Transfers
| Zugänge | Abgänge |
| --- | --- |
| - Yılmaz Gökdel (Beykozspor) - Erol Gürmen (Unbekannt) - Ergin Gürses (Trabzon İdmanocağı) - Benan Öney (Beylerbeyi SK) - Doğan Sel (Fatih Karagümrük SK) | - Turan Doğangün (MKE Ankaragücü) - İlhan Geliş (MKE Ankaragücü) - Suat Mamat (Beşiktaş Istanbul) - Erol Yanık (Kasımpaşa Istanbul) - Altay Yavuzarslan (Ankara Demirspor) |

## Saison
Alle Ergebnisse aus Sicht von Galatasaray Istanbul.
Die Tabelle listet alle 1.-Lig-Spiele des Vereins der Saison 1963/64 auf. Siege sind grün, Unentschieden gelb und Niederlagen rot markiert.

### 1. Lig
| ST | Datum              | Gegner                | Ort                        | Ergebnis  | Tor(e) für Galatasaray Istanbul                                                          |
| -- | ------------------ | --------------------- | -------------------------- | --------- | ---------------------------------------------------------------------------------------- |
| 01 | 31. August 1963    | Kasımpaşa Istanbul    | Mithatpaşa Stadı, Istanbul | 0:0       | keine                                                                                    |
| 02 | 8. September 1963  | Feriköy SK            | Mithatpaşa Stadı, Istanbul | 2:1 (1:0) | 1:0 Altıntabak (23.), 2:0 Altıntabak (78.)                                               |
| 03 | 15. September 1963 | Beykozspor            | Mithatpaşa Stadı, Istanbul | 3:2 (0:2) | 1:2 Oktay (62.), 2:2 Oktay (71. Elfmeter), 3:2 Oktay (87.)                               |
| 04 | 19. Oktober 1963   | Altay Izmir           | Alsancak Stadı, Izmir      | 1:1 (1:0) | 1:0 Oktay (14.)                                                                          |
| 05 | 20. Oktober 1963   | Altınordu Izmir       | Alsancak Stadı, Izmir      | 3:0 (3:0) | 1:0 Altıntabak (23.), 2:0 Altıntabak (31.), 3:0 Altıntabak (38.)                         |
| 06 | 23. Oktober 1963   | Hacettepe             | 19 Mayıs Stadı, Ankara     | 1:2 (0:0) | 1:2 Özkarslı (83.)                                                                       |
| 07 | 28. Oktober 1963   | Beşiktaş Istanbul     | Mithatpaşa Stadı, Istanbul | 0:0       | keine                                                                                    |
| 08 | 2. November 1963   | Gençlerbirliği Ankara | 19 Mayıs Stadı, Ankara     | 0:1 (0:0) | keine                                                                                    |
| 09 | 3. November 1963   | MKE Ankaragücü        | 19 Mayıs Stadı, Ankara     | 2:1 (1:1) | 1:1 Aytaç (31.), 2:1 Aytaç (78.)                                                         |
| 10 | 23. November 1963  | Beyoğluspor           | Mithatpaşa Stadı, Istanbul | 1:0 (1:0) | 1:0 Özkarslı (23.)                                                                       |
| 11 | 24. November 1963  | Istanbulspor          | Mithatpaşa Stadı, Istanbul | 3:0 (1:0) | 1:0 Oktay (22.), 2:0 Oktay (80.), 3:0 Oktay (89.)                                        |
| 12 | 1. Dezember 1963   | Fenerbahçe Istanbul   | Mithatpaşa Stadı, Istanbul | 0:0       | keine                                                                                    |
| 13 | 7. Dezember 1963   | Ankara Demirspor      | Mithatpaşa Stadı, Istanbul | 1:0 (0:0) | 1:0 Oktay (55.)                                                                          |
| 14 | 8. Dezember 1963   | Göztepe Izmir         | Mithatpaşa Stadı, Istanbul | 0:0       | keine                                                                                    |
| 15 | 4. Januar 1964     | Karşıyaka SK          | Alsancak Stadı, Izmir      | 1:1 (0:0) | 1:0 Aytaç (52.)                                                                          |
| 16 | 5. Januar 1964     | Izmirspor             | Alsancak Stadı, Izmir      | 1:2 (1:0) | 1:0 Kutver (44.)                                                                         |
| 17 | 11. Januar 1964    | PTT                   | Mithatpaşa Stadı, Istanbul | 1:0 (1:0) | 1:0 Oktay (42.)                                                                          |
| 18 | 25. Januar 1964    | Beyoğluspor           | Mithatpaşa Stadı, Istanbul | 2:2 (0:0) | 1:2 Köken (60.), 2:2 Aytaç (88.)                                                         |
| 19 | 1. Februar 1964    | Istanbulspor          | Mithatpaşa Stadı, Istanbul | 2:0 (0:0) | 1:0 Gökdel (50.), 2:0 Altıntabak (66.)                                                   |
| 20 | 15. Februar 1964   | Feriköy SK            | Mithatpaşa Stadı, Istanbul | 1:0 (0:0) | 1:0 Aytaç (72.)                                                                          |
| 21 | 16. Februar 1964   | Kasımpaşa Istanbul    | Mithatpaşa Stadı, Istanbul | 5:0 (1:0) | 1:0 Oktay (34.), 2:0 Berkman (49.), 3:0 Kutver (50.), 4:0 Özdemir (86.), 5:0 Oktay (88.) |
| 22 | 29. Februar 1964   | Beykozspor            | Mithatpaşa Stadı, Istanbul | 1:0 (0:0) | 1:0 Oktay (67.)                                                                          |
| 23 | 7. März 1964       | Altay Izmir           | Mithatpaşa Stadı, Istanbul | 3:0 (1:0) | 1:0 Altıntabak (10.), 2:0 Altıntabak (75.), 3:0 Altıntabak (86.)                         |
| 24 | 8. März 1964       | Izmirspor             | Mithatpaşa Stadı, Istanbul | 4:0 (2:0) | 1:0 Gökdel (1.) 2:0 Oktay (10.), 3:0 Aytaç (71.), 4:0 Oktay (83.)                        |
| 25 | 22. März 1964      | Beşiktaş Istanbul     | Mithatpaşa Stadı, Istanbul | 1:2 (0:0) | 1:1 Oktay (80. Elfmeter)                                                                 |
| 26 | 4. April 1964      | PTT                   | 19 Mayıs Stadı, Ankara     | 2:2 (2:2) | 1:0 Oktay (24.), 2:2 Berman (31.)                                                        |
| 27 | 5. April 1964      | Ankara Demirspor      | 19 Mayıs Stadı, Ankara     | 0:2 (0:0) | keine                                                                                    |
| 28 | 11. April 1964     | MKE Ankaragücü        | Mithatpaşa Stadı, Istanbul | 2:4 (1:3) | 1:1 Oktay (25.), 2:4 Gökdel (74.)                                                        |
| 29 | 12. April 1964     | Gençlerbirliği Ankara | Mithatpaşa Stadı, Istanbul | 1:2 (1:2) | 1:0 Asan (1.)                                                                            |
| 30 | 18. April 1964     | Altınordu Izmir       | Mithatpaşa Stadı, Istanbul | 0:1 (0:0) | keine                                                                                    |
| 31 | 19. April 1964     | Karşıyaka SK          | Mithatpaşa Stadı, Istanbul | 4:1 (1:1) | 1:0 Oktay (16.), 2:1 Elmastaşoğlu (47.), 3:1 Gökdel (48.), 4:1 Yürür (83.)               |
| 32 | 2. Mai 1964        | Göztepe Izmir         | Alsancak Stadı, Izmir      | 1:0 (0:0) | 1:0 Ünal (14.)                                                                           |
| 33 | 17. Mai 1964       | Hacettepe             | Mithatpaşa Stadı, Istanbul | 0:0       | keine                                                                                    |
| 34 | 24. Mai 1964       | Fenerbahçe Istanbul   | Mithatpaşa Stadı, Istanbul | 0:0       | keine                                                                                    |

### Türkiye Kupası
| Runde        | Datum          | Gegner         | Ort                        | Ergebnis  | Tor(e) für Galatasaray Istanbul                                                                   |
| ------------ | -------------- | -------------- | -------------------------- | --------- | ------------------------------------------------------------------------------------------------- |
| VF-Hinspiel  | 22. April 1964 | PTT            | Mithatpaşa Stadı, Istanbul | 1:0 (1:0) | 1:0 Oktay (2.)                                                                                    |
| VF-Rückspiel | 5. Mai 1964    | PTT            | 19 Mayıs Stadı, Ankara     | 2:1 (1:0) | 1:0 Oktay (22.), 2:1 Oktay (71.)                                                                  |
| HF-Hinspiel  | 7. Juni 1964   | MKE Ankaragücü | 19 Mayıs Stadı, Ankara     | 2:1 (0:1) | 1:1 Altıntabak (59.), 2:1 Oktay (86.)                                                             |
| HF-Rückspiel | 13. Juni 1964  | MKE Ankaragücü | Mithatpaşa Stadı, Istanbul | 5:1 (3:0) | 1:0 Oktay (34.), 2:0 Oktay (37.), 3:0 Elmastaşoğlu (38.), 4:1 Oktay (60.), 5:1 Elmastaşoğlu (62.) |

#### Finale

##### Hinspiel
| Paarung              | Altay Izmir – Galatasaray Istanbul |
| Ergebnis             | 0:0 |
| Datum                | 21. Juni 1964 um 17:30 Uhr |
| Stadion              | Alsancak Stadı, Izmir |
| Schiedsrichter       | Gerhard Schulenburg ( BR Deutschland) |
| Tore                 | keine |
| Altay Izmir          | Varol Ürkmez – Bekir Türkgeldi, Kazım Yıldız, Cahit Dikici, Aytekin Erhanoğlu – Enver Katip, İskender Sipahi, Hikmet Ok, Nail Elmastaşoğlu – Önder Veral, Osman Edinsel Cheftrainer: Bayram Dinsel |
| Galatasaray Istanbul | Turgay Şeren – Candemir Berkman, Doğan Sel, Ergun Ercins – Erol Boralı, Mustafa Yürür, Ahmet Berman, Yılmaz Gökdel – Metin Oktay, İbrahim Ünal, Nuri Asan Cheftrainer: Çoşkun Özarı                |

##### Rückspiel
Das Rückspiel zwischen Galatasaray Istanbul gegen Altay Izmir sollte am 28. Juni 1964 stattfinden. Am gleichen Tag fand in Istanbul ein Spiel der Ordu Milli Takım (dt. Armee Nationalmannschaft) statt. An dieser Partie nahmen Ayhan Elmastaşoğlu, Uğur Köken und Talat Özkarslı (alle Spieler von Galatasaray) teil. Das Rückspiel sollte am Folgetag stattfinden, jedoch kam es nicht dazu. Altay sah diese Entscheidung für Galatasaray im Vorteil und trat aus Protest nicht zur Partie an. Die Mannschaft von Galatasaray betrat das Spielfeld und wurde zum Sieger ernannt.
| Paarung        | Galatasaray Istanbul – Altay Izmir |
| Ergebnis       | 3:0                                |
| Datum          | 29. Juni 1964 um 17:00 Uhr         |
| Stadion        | Mithatpaşa Stadı, Istanbul         |
| Schiedsrichter | Nicolae Mihailescu ( Rumänien)     |
| Tore           | keine                              |

### Europapokal der Landesmeister
| Runde                 | Datum              | Gegner               | Ort                         | Ergebnis                 | Tor(e) für Galatasaray Istanbul                                                   |
| --------------------- | ------------------ | -------------------- | --------------------------- | ------------------------ | --------------------------------------------------------------------------------- |
| VR-Hinspiel           | 11. September 1963 | Ferencváros Budapest | Mithatpaşa Stadı, Istanbul  | 4:0 (1:0)                | 1:0 Altıntabak (28.), 2:0 Oktay (50.), 3:0 Kutver (61.), 4:0 Oktay (84. Elfmeter) |
| VR-Rückspiel          | 12. Oktober 1963   | Ferencváros Budapest | Üllői-úti-Stadion, Budapest | 0:2 (0:1)                | keine                                                                             |
| 1R-Hinspiel           | 14. November 1963  | FC Zürich            | Letzigrund, Zürich          | 0:2 (0:1)                | keine                                                                             |
| 1R-Rückspiel          | 27. November 1963  | FC Zürich            | Mithatpaşa Stadı, Istanbul  | 2:0 (1:0)                | 1:0 Oktay (9. Elfmeter), 2:0 Oktay (53. Elfmeter)                                 |
| 1R-Entscheidungsspiel | 11. Dezember 1963  | FC Zürich            | Stadio Flaminio, Rom        | 2:2 (M) n. V. (1:1, 0:0) | 1:1 Oktay (85.), 2:1 Oktay (92.)                                                  |

### TSYD Kupası
| Datum           | Gegner            | Ort                        | Ergebnis  | Tor(e) für Galatasaray Istanbul                  |
| --------------- | ----------------- | -------------------------- | --------- | ------------------------------------------------ |
| 10. August 1963 | Beyoğluspor       | Mithatpaşa Stadı, Istanbul | 3:0 (1:0) | 1:0 Yürür (7.), 2:0 Oktay (86.), 3:0 Oktay (89.) |
| 11. August 1963 | Beykozspor        | Mithatpaşa Stadı, Istanbul | 1:0 (0:0) | 1:0 Oktay (33. Elfmeter)                         |
| 21. August 1963 | Beşiktaş Istanbul | Mithatpaşa Stadı, Istanbul | 1:1 (1:1) | 1:0 Kutver (37.)                                 |

## Statistiken

### Teamstatistik
| Wettbewerb                    | Punkte | daheim | daheim | daheim | daheim | daheim | auswärts | auswärts | auswärts | auswärts | auswärts | Gesamt | Gesamt | Gesamt | Gesamt | Gesamt | Tordifferenz |
| Wettbewerb                    | Punkte | Sp     | G      | U      | N      | TV     | Sp       | G        | U        | N        | TV       | Sp     | G      | U      | N      | TV     | Tordifferenz |
| ----------------------------- | ------ | ------ | ------ | ------ | ------ | ------ | -------- | -------- | -------- | -------- | -------- | ------ | ------ | ------ | ------ | ------ | ------------ |
| 1. Lig                        | 42:26  | 17     | 9      | 5      | 3      | 25:11  | 17       | 7        | 5        | 5        | 24:16    | 34     | 16     | 10     | 8      | 49:27  | +22          |
| Türkiye Kupası                | –      | 3      | 3      | 0      | 0      | 9:1    | 3        | 2        | 1        | 0        | 7:2      | 6      | 5      | 1      | 0      | 16:3   | +13          |
| Europapokal der Landesmeister | –      | 2      | 2      | 0      | 0      | 6:0    | 3        | 0        | 1        | 2        | 2:6      | 5      | 2      | 1      | 2      | 8:6    | +2           |
| Gesamt                        | 42:26  | 22     | 14     | 5      | 3      | 40:12  | 23       | 9        | 7        | 7        | 33:24    | 45     | 23     | 12     | 10     | 73:36  | +37          |

### Spielerstatistiken
| Spieler            | 1. Lig   | 1. Lig | 1. Lig      | 1. Lig     | Türkiye Kupası | Türkiye Kupası | Türkiye Kupası | Türkiye Kupası | Europapokal der Landesmeister | Europapokal der Landesmeister | Europapokal der Landesmeister | Europapokal der Landesmeister | TSYD Kupası | TSYD Kupası | TSYD Kupası | TSYD Kupası | Total    | Total | Total       | Total      |
| Spieler            | Einsätze | Tore   | Gelbe Karte | Rote Karte | Einsätze       | Tore           | Gelbe Karte    | Rote Karte     | Einsätze                      | Tore                          | Gelbe Karte                   | Rote Karte                    | Einsätze    | Tore        | Gelbe Karte | Rote Karte  | Einsätze | Tore  | Gelbe Karte | Rote Karte |
| ------------------ | -------- | ------ | ----------- | ---------- | -------------- | -------------- | -------------- | -------------- | ----------------------------- | ----------------------------- | ----------------------------- | ----------------------------- | ----------- | ----------- | ----------- | ----------- | -------- | ----- | ----------- | ---------- |
| Bahri Altıntabak   | 19       | 9      | 0           | 0          | 1              | 1              | 0              | 0              | 5                             | 1                             | 0                             | 0                             | 2           | 0           | 0           | 0           | 27       | 11    | 0           | 0          |
| Nuri Asan          | 9        | 1      | 0           | 0          | 2              | 0              | 0              | 0              | 0                             | 0                             | 0                             | 0                             | 1           | 0           | 0           | 0           | 12       | 1     | 0           | 0          |
| Kadri Aytaç        | 31       | 6      | 0           | 0          | 2              | 0              | 0              | 0              | 5                             | 0                             | 0                             | 0                             | 3           | 0           | 0           | 0           | 41       | 6     | 0           | 0          |
| Candemir Berkman   | 30       | 1      | 0           | 0          | 6              | 0              | 0              | 0              | 5                             | 0                             | 0                             | 0                             | 3           | 0           | 0           | 0           | 44       | 1     | 0           | 0          |
| Ahmet Berman       | 30       | 1      | 0           | 0          | 5              | 0              | 0              | 0              | 4                             | 0                             | 0                             | 0                             | 3           | 0           | 0           | 0           | 42       | 1     | 0           | 0          |
| Erol Boralı        | 16       | 0      | 0           | 0          | 5              | 0              | 0              | 0              | 0                             | 0                             | 0                             | 0                             | 2           | 0           | 0           | 0           | 23       | 0     | 0           | 0          |
| Ayhan Elmastaşoğlu | 3        | 1      | 0           | 0          | 4              | 2              | 0              | 0              | 5                             | 0                             | 0                             | 0                             | 0           | 0           | 0           | 0           | 12       | 3     | 0           | 0          |
| Ergun Ercins       | 20       | 0      | 0           | 0          | 6              | 0              | 0              | 0              | 0                             | 0                             | 0                             | 0                             | 3           | 0           | 0           | 0           | 29       | 0     | 0           | 0          |
| Erdoğan Gökçen     | 3        | 0      | 0           | 0          | 0              | 0              | 0              | 0              | 0                             | 0                             | 0                             | 0                             | 0           | 0           | 0           | 0           | 3        | 0     | 0           | 0          |
| Yılmaz Gökdel      | 14       | 4      | 0           | 1          | 6              | 0              | 0              | 0              | 0                             | 0                             | 0                             | 0                             | 0           | 0           | 0           | 0           | 20       | 4     | 0           | 1          |
| Bülent Gürbüz      | 6        | 0      | 0           | 0          | 0              | 0              | 0              | 0              | 0                             | 0                             | 0                             | 0                             | 2           | 0           | 0           | 0           | 8        | 0     | 0           | 0          |
| Erol Gürmen        | 2        | 0      | 0           | 0          | 0              | 0              | 0              | 0              | 0                             | 0                             | 0                             | 0                             | 0           | 0           | 0           | 0           | 2        | 0     | 0           | 0          |
| Ergin Gürses       | 0        | 0      | 0           | 0          | 0              | 0              | 0              | 0              | 0                             | 0                             | 0                             | 0                             | 3           | 0           | 0           | 0           | 3        | 0     | 0           | 0          |
| Ahmet Karlıklı     | 8        | 0      | 0           | 0          | 0              | 0              | 0              | 0              | 0                             | 0                             | 0                             | 0                             | 1           | 0           | 0           | 0           | 9        | 0     | 0           | 0          |
| Uğur Köken         | 18       | 1      | 0           | 0          | 1              | 0              | 0              | 0              | 5                             | 0                             | 0                             | 0                             | 2           | 0           | 0           | 0           | 26       | 1     | 0           | 0          |
| Tarık Kutver       | 15       | 2      | 0           | 0          | 0              | 0              | 0              | 0              | 2                             | 1                             | 0                             | 0                             | 3           | 1           | 0           | 0           | 20       | 4     | 0           | 0          |
| Metin Oktay        | 32       | 18     | 0           | 0          | 6              | 7              | 0              | 0              | 5                             | 6                             | 0                             | 0                             | 2           | 3           | 0           | 0           | 45       | 34    | 0           | 0          |
| Benan Öney         | 10       | 0      | 0           | 0          | 0              | 0              | 0              | 0              | 1                             | 0                             | 0                             | 0                             | 3           | 0           | 0           | 0           | 14       | 0     | 0           | 0          |
| Talat Özkarslı     | 13       | 2      | 0           | 1          | 1              | 0              | 0              | 0              | 5                             | 0                             | 0                             | 0                             | 3           | 0           | 0           | 0           | 22       | 2     | 0           | 1          |
| Doğan Sel          | 21       | 0      | 0           | 0          | 5              | 0              | 0              | 0              | 2                             | 0                             | 0                             | 0                             | 2           | 0           | 0           | 0           | 30       | 0     | 0           | 0          |
| Turgay Şeren       | 28       | 0      | 0           | 0          | 6              | 0              | 0              | 0              | 5                             | 0                             | 0                             | 0                             | 3           | 0           | 0           | 0           | 42       | 0     | 0           | 0          |
| İbrahim Ünal       | 15       | 1      | 0           | 0          | 4              | 0              | 0              | 0              | 1                             | 0                             | 0                             | 0                             | 2           | 0           | 0           | 0           | 22       | 1     | 0           | 0          |
| Mustafa Yürür      | 31       | 1      | 0           | 0          | 6              | 0              | 0              | 0              | 5                             | 0                             | 0                             | 0                             | 3           | 1           | 0           | 0           | 45       | 2     | 0           | 0          |